# Fotbal na Athénských olympijských mezihrách
Fotbalový turnaj v rámci Athénských olympijských meziher se hrál od 23. do 25. dubna 1906 na stadioně Neo Faliro v Pireu a byl prvním mezinárodní fotbalovou soutěží na řeckém území. Turnaj měl neoficiální charakter a zúčastnily se ho výběry tří měst: Athény (reprezentované klubem Ethnikos GS), Soluň (tým Omilos Filomuson Thessaloníké, tvořený převážně hráči řecké národnosti, i když Soluň tehdy ležela na tureckém území) a Smyrna (výběr tvořený místními Angličany, Francouzi a Armény). Díky příbuzenským vztahům mezi řeckou a dánskou královskou rodinou se podařilo zajistit účast dánských fotbalistů, kteří tehdy patřili k nejlepším na kontinentu (protože však oficiální reprezentace měla v té době již sjednaný program, odcestoval do Athén výběr města Kodaně).
Průběh turnaje byl charakteristický pro počátky fotbalu: divoké výsledky a organizační zmatky, jména střelců branek se nedochovala, také celková skóre jednotlivých zápasů jsou ve zdrojích uváděna různě. Rec.Sport.Soccer Statistics Foundation je přebírá z oficiálního bulletinu meziher následovně:

## Semifinále
- Dánsko – Smyrna 5:1
- Athény – Soluň 5:0

## Finále
- Dánsko – Athény 9:0 (nedohráno)

První poločas vyhráli Dánové 9:0. Hráči Athén, deprimováni jednoznačným průběhem, se rozhodli do druhého poločasu už nenastoupit. Měli se pak utkat s oběma poraženými semifinalisty o celkové druhé místo, to ale také odmítli a byli z turnaje vyřazeni.

## Zápas o druhé místo
- Smyrna – Soluň 12:0

## Soupisky

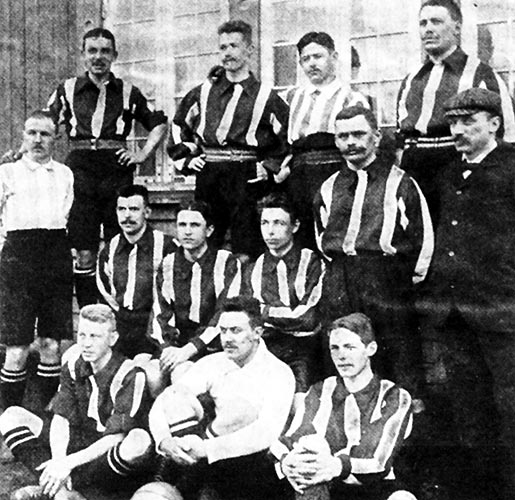
Vítězný tým Dánska

- Dánsko: Viggo Andersen, Peder Pedersen, Charles von Buchwald, Parmo Ferslev, Stefan Rasmussen, Aage Andersen, Oscar Nielsen, Carl Pedersen, Holger Frederiksen, August Lindgren, Henry Rambusch, Hjalmar Herup
- Smyrna: Edwin Charnaud, Zareh Kouyoumdjian, Edouard Giraud, Jacques Giraud, Henri Joly, Percy de la Fontaine, Donald Whittal, Albert Whittal, Godfrey Whittal, Harold Whittal, Edward Whittal.
- Soluň: Georgios Vaporis, Nikolaos Pindos, Antonios Tegos, Nikolaos Pentzikis, Ioannis Kyrou, Georgios Sotiriadis, Vasilios Zarkadis, Dimitrios Mikhitsopoulos, Antonios Karagionidis, Ioannis Abbot, Ioannis Saridakis.
- Athény: Panagiotis Vrionis, Nikolaos Dekavalas, Georgios Merkouris, Konstantinos Botasis, Grigorios Vrionis, Panagiotis Botasis, Georgios Gerontakis, Alexandros Kalafatis, Theodoros Nikolaidis, Konstantinos Siriotis, A. Georgiadis.

## Vztah k olympiádě
Mezinárodní olympijský výbor považuje celé Athénské mezihry roku 1906 za neoficiální a neuvádí jejich výsledky ve svých přehledech.